# Верх-Катунська сільська рада
Верх-Кату́нська сільська рада (рос. Верх-Катунский сельский совет) — сільське поселення у складі Бійського району Алтайського краю Росії.
Адміністративний центр — село Верх-Катунське.

## Населення
Населення — 3285 осіб (2019; 3872 в 2010, 4008 у 2002).

## Склад
До складу сільської ради входять:
| Населений пункт      | Населення, осіб (2002) | Населення, осіб (2010) |
| -------------------- | ---------------------- | ---------------------- |
| Верх-Катунське, село | 3033                   | 2925                   |
| Міждуріч'є, селище   | 32                     | 24                     |
| Усть-Катунь, селище  | 508                    | 502                    |
| Чуйський, селище     | 435                    | 421                    |